# Dent de Broc
La dent de Broc est un sommet des Préalpes fribourgeoises située en Suisse, dans le canton de Fribourg.

## Géographie
La dent de Broc culmine à 1 828 m d'altitude sur l'est de Gruyères. À 500 mètres au sud se trouve la dent du Chamois culminant à 1 838 m. Ces deux sommets sont séparés par le col de la Combe.